# Lohn (Svizzera)
Lohn (toponimo tedesco) è un comune svizzero di 757 abitanti del Canton Sciaffusa.